# عشق زور ندارد
عشق زور ندارد (به هندی: Ishq Par Zor Nahin) ، یا عشق روشن نیست فیلمی محصول سال ۱۹۷۰ و به کارگردانی رامش سایگال است. در این فیلم بازیگرانی همچون درمندرا، سادهانا شیوداسانی، بیسواجیت چاترجی، جاگدیپ، کامینی کاشال، آبی باتاچاریا، نادره، لیلا میشارا ایفای نقش کرده‌اند.